# Liste der Stolpersteine in Aßlar
In der Liste der Stolpersteine in Aßlar werden die vorhandenen Gedenksteine aufgeführt, die im Rahmen des Projektes Stolpersteine des Künstlers Gunter Demnig in Aßlar bisher verlegt worden sind.

## Verlegte Stolpersteine
| Adresse                   | Name                   | Inschrift                                                                                    | Verlegedatum | Bild | Anmerkung                              |
| ------------------------- | ---------------------- | -------------------------------------------------------------------------------------------- | ------------ | --- | -------------------------------------- |
| Oberstraße 24a (Standort) | Sabine Danzig          | Hier wohnte Sabine Danzig geb. Mildenberg Jg. 1877 deportiert 1942 Majdanek Sobibor ermordet | 10. Mai 2010 | Bild gesucht Der Benutzer GeorgDerReisende ( Diskussion ) wünscht sich an dieser Stelle ein Bild vom Ort mit diesen Koordinaten 50.5913 8.46311 . Motiv: die Stolpersteine für Sabine Danzig und Berta Mildenberg, die Lage und das Haus Falls du dabei helfen möchtest, erklärt die Anleitung , wie das geht. BW | geboren am 18. September 1877 in Aßlar |
| Oberstraße 24a (Standort) | Berta Billa Mildenberg | Hier wohnte Berta 'Billa' Mildenberg Jg. 1878 deportiert 1942 Majdanek Sobibor ermordet      | 10. Mai 2010 | Bild gesucht Die Wikipedia wünscht sich an dieser Stelle ein Bild vom hier behandelten Ort. Falls du dabei helfen möchtest, erklärt die Anleitung , wie das geht. BW | geboren am 2. Oktober 1878 in Aßlar    |